# Lanzerotto Malocello
«Ланцеротто Малочелло» (італ. Lanzerotto Malocello) — військовий корабель, крейсер-скаут, потім ескадрений міноносець типу «Навігаторі» Королівських ВМС Італії за часів Другої світової війни.

## Історія створення
«Ланцеротто Малочелло» був закладений 5 жовтня 1926 року на верфі «Cantiere navale di Sestri Ponente». Спущений на воду 14 березня 1929 року. Вступив у стрій 18 січня 1930 року. Свою назву отримав на честь генуезького  мореплавця Ланцеротто Малочелло, першовідкривача Канарських островів.